# Landkreis Rottal-Inn

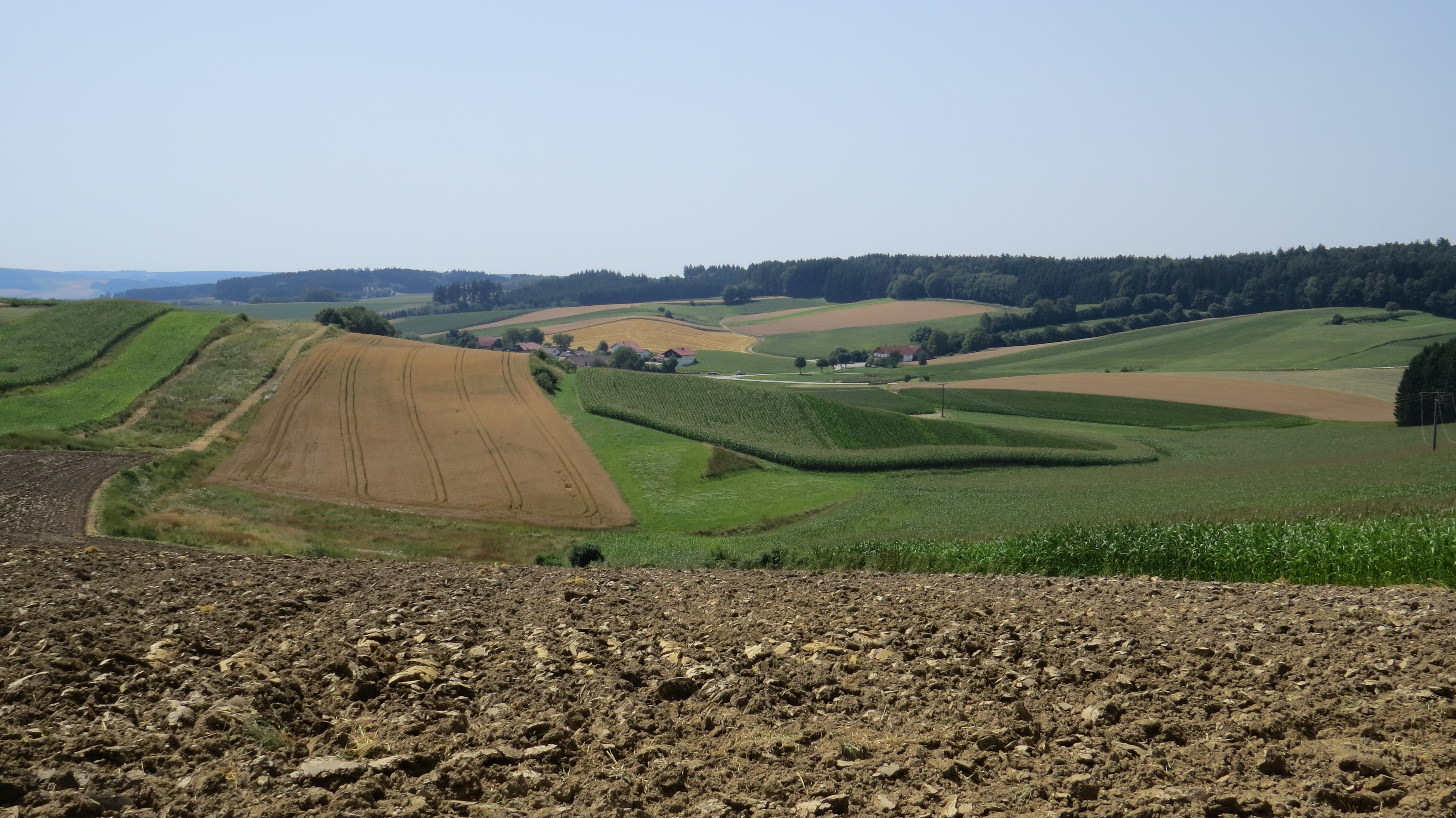
Rottal bei Bad Birnbach

Der Landkreis Rottal-Inn liegt im Süden des bayerischen Regierungsbezirks Niederbayern.

## Geographie

### Lage
Der naturräumlichen Gliederung nach gehört der Landkreis überwiegend dem Isar-Inn-Hügelland an. Der Fluss Rott durchfließt den Landkreis in West-Ost-Richtung und teilt ihn in zwei fast gleich große Teile. Der Inn bildet die Grenze zu Österreich.

### Nachbarkreise
Der Landkreis grenzt im Uhrzeigersinn im Südwesten beginnend an die Landkreise Altötting, Mühldorf am Inn, Landshut, Dingolfing-Landau, Deggendorf und Passau. Im Süden grenzt er an den oberösterreichischen Bezirk Braunau am Inn.

## Geschichte
Das Kreisgebiet gehörte zum ehemaligen Viztumamt an der Rott, einer Verwaltungsorganisation der niederbayerischen Herzöge im 13. und 14. Jahrhundert, deren Sitz der Markt Pfarrkirchen war, seit 1507 dem Rentamt Landshut. Sie umfasste die 1260 erworbenen Besitzungen der Spanheimer. Das südliche Gebiet um die Burg Julbach und Simbach am Inn wurde dem oberbayerischen Rentamt Burghausen zugeordnet.

### Landgerichte
1803 wurden die Landgerichte Pfarrkirchen und Simbach sowie Eggenfelden errichtet. Sie gehörten zum Unterdonaukreis, der 1838 in Niederbayern umbenannt wurde. Zwischen 1810 und 1816 war das Gericht Simbach mit Braunau vereinigt.

### Bezirksämter
Im Jahr 1862 bildeten die Landgerichte Pfarrkirchen und Simbach das Bezirksamt Pfarrkirchen und die Landgerichte Eggenfelden und Arnstorf das Bezirksamt Eggenfelden, wobei das Landgericht Arnstorf aus Gemeinden der Landgerichte Eggenfelden, Landau an der Isar und Pfarrkirchen neu errichtet worden war.

### Landkreise
Am 1. Januar 1939 wurde im Deutschen Reich die Bezeichnung Landkreis eingeführt. So wurden aus den Bezirksämtern die Landkreise Eggenfelden und Pfarrkirchen.
Das Ende des Zweiten Weltkriegs verlief mit Ausnahmen vergleichsweise glimpflich. Am 1. Mai 1945 besetzte die 13. US-Panzerdivision (13th Armored Division, Black Cat Division), die in einem Eintagesmarsch von Plattling herkam, annähernd den gesamten Landkreis. Während die Besetzung in den allermeisten Orten, so auch in den Städten Eggenfelden und Pfarrkirchen, ohne Waffeneinsatz vonstattenging, kam es vor allem in Malgersdorf und auch Falkenberg zu stundenlangen Feuergefechten, bei denen auch schwere Waffen eingesetzt wurden. Es gab Tote und Verletzte, Häuser brannten, unter anderem wurden in beiden Orten die Kirchen stark beschädigt. Außerdem sprengte an diesem Tag die deutsche Wehrmacht die Straßen- und Eisenbahnbrücke über den Inn zwischen Simbach und Braunau, um die sowjetischen Verfolger zu bremsen. Ein besonderes Ereignis fand in Tann statt: Die vor der Roten Armee zusammen mit ihrem Stab geflohene ungarische Heeresleitung, bei der sich auch der Verteidigungsminister und der Ministerpräsident befanden, kapitulierte vor US-Generalmajor Millikin am Marktplatz. Die Gegend um Gangkofen und Massing wurde dann am 2. Mai besetzt. Bereits während des Krieges wurden von der Landbevölkerung Obdachlose aus den durch den Bombenkrieg zerstörten deutschen Großstädten aufgenommen. 1945 kamen viele weitere Heimatvertriebene aus den ehemaligen deutschen Ostgebieten und Sudetendeutsche hinzu. Viele von ihnen blieben hier, integrierten sich und trugen im erheblichen Maß zum Wiederaufbau und Aufschwung in der Nachkriegszeit bei.
1946 wurde eine erste provisorische Landkreisordnung durch die amerikanische Militärregierung in Kraft gesetzt. Darauf basierend wurde 1952 der Landrat erstmals frei von der Bevölkerung gewählt.

### Landkreis Rottal-Inn
Im Rahmen der Gebietsreform in Bayern wurde am 1. Juli 1972 aus dem Landkreis Pfarrkirchen und dem Landkreis Eggenfelden (mit Ausnahme von fünf Gemeinden) sowie je zwei Gemeinden der ehemaligen Landkreise Griesbach und Vilsbiburg ein neuer Landkreis gebildet, der zunächst die Bezeichnung Landkreis Rottal erhielt. Sitz der Kreisverwaltung wurde Pfarrkirchen. Am 1. Mai 1973 wurde er in „Landkreis Rottal-Inn“ umbenannt.

### Einwohnerentwicklung

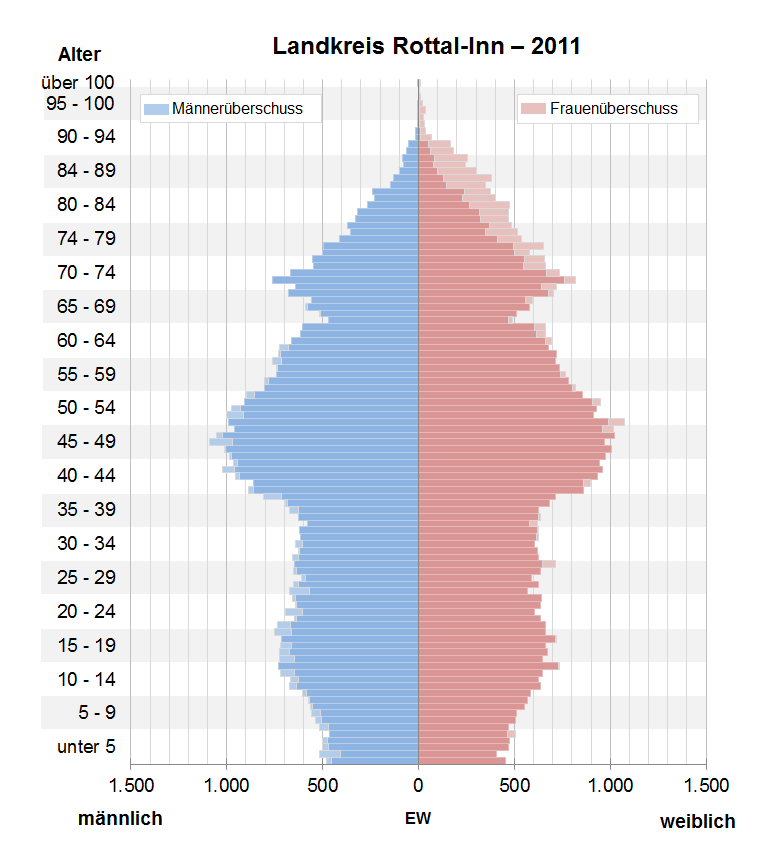
Bevölkerungspyramide für den Kreis Rottal-Inn (Datenquelle: Zensus 2011.)

Der Landkreis Rottal-Inn gewann von 1988 bis 2008 rund 14.000 Einwohner hinzu bzw. wuchs um 13 %. Ab 2004 bis 2011 war die Entwicklung rückläufig.
Zwischen 1988 und 2018 wuchs der Landkreis von 104.613 auf 120.659 um 16.046 Einwohner bzw. um 15,3 %.
Die nachfolgenden Zahlen beziehen sich auf den Gebietsstand vom 25. Mai 1987:
| Bevölkerungsentwicklung | Bevölkerungsentwicklung | Bevölkerungsentwicklung | Bevölkerungsentwicklung | Bevölkerungsentwicklung | Bevölkerungsentwicklung | Bevölkerungsentwicklung | Bevölkerungsentwicklung | Bevölkerungsentwicklung | Bevölkerungsentwicklung | Bevölkerungsentwicklung | Bevölkerungsentwicklung | Bevölkerungsentwicklung | Bevölkerungsentwicklung | Bevölkerungsentwicklung |
| ----------------------- | ----------------------- | ----------------------- | ----------------------- | ----------------------- | ----------------------- | ----------------------- | ----------------------- | ----------------------- | ----------------------- | ----------------------- | ----------------------- | ----------------------- | ----------------------- | ----------------------- |
| Jahr                    | 1840                    | 1900                    | 1939                    | 1950                    | 1961                    | 1970                    | 1987                    | 1991                    | 1995                    | 2000                    | 2005                    | 2010                    | 2015                    | 2020                    |
| Einwohner               | 60.298                  | 75.578                  | 85.660                  | 121.734                 | 100.700                 | 101.863                 | 104.013                 | 109.911                 | 115.281                 | 118.167                 | 119.598                 | 117.952                 | 119.218                 | 121.800                 |

## Politik

### Kreistag
Das Ergebnis der Kreistagswahl am 15. März 2020 führte zu folgender Sitzverteilung im Kreistag des Landkreises Rottal-Inn:
| Kreistagswahl 2020Wahlbeteiligung: 59,1 % (+2,1 %) %403020100 39,813,412,210,19,18,35,81,4 CSUFWGrüneÖDP/PBdSPDUWGAfDFDPGewinne und Verlusteim Vergleich zu 2014 %p 6 4 2 0 −2 −4 −6 −8−7,1+0,4+4,5−1,7−3,2± 0,0+5,8+1,4CSUFWGrüneÖDP/PBSPDUWGAfDFDPAnmerkungen:d ÖDP/Parteifreie Bürger | Sitzverteilung im Kreistag Rottal-Inn seit 2020Insgesamt 60 Sitze - SPD: 6 - Grüne: 7 - ÖDP/PB: 6 - FDP: 1 - FW: 8 - UWG: 5 - CSU: 24 - AfD: 3 |

| Parteien und Wählergemeinschaften | Parteien und Wählergemeinschaften                          | 2020   | 2020   | 2014   | 2014   | 2008   | 2008   | 2002   | 2002   | 1996   | 1996   |
| Parteien und Wählergemeinschaften | Parteien und Wählergemeinschaften                          | %      | Sitze  | %      | Sitze  | %      | Sitze  | %      | Sitze  | %      | Sitze  |
| --------------------------------- | ---------------------------------------------------------- | ------ | ------ | ------ | ------ | ------ | ------ | ------ | ------ | ------ | ------ |
| CSU                               | Christlich-Soziale Union in Bayern                         | 39,8   | 24     | 46,9   | 28     | 43,9   | 27     | 50,1   | 31     | 46,4   | 28     |
| FW                                | Freie Wähler Bayern                                        | 13,4   | 08     | 13,0   | 08     | 12,0   | 07     | 9,9    | 06     | 0–     | 0–     |
| Grüne                             | Grüne Bayern                                               | 12,2   | 07     | 7,7    | 05     | 6,0    | 03     | 4,7    | 03     | 5,0    | 03     |
| ÖDP/PB                            | Ökologisch-Demokratische Partei/Parteifreie Bürger         | 10,1   | 06     | 11,8   | 07     | 9,2    | 06     | 0–     | 0–     | 0–     | 0–     |
| SPD                               | SPD Bayern                                                 | 9,1    | 06     | 12,3   | 07     | 13,1   | 08     | 16,2   | 10     | 18,0   | 11     |
| UWG                               | Unabhängige Wähler e. V.                                   | 8,3    | 05     | 8,3    | 05     | 12,4   | 07     | 11,5   | 07     | 13,0   | 08     |
| AfD                               | AfD Bayern                                                 | 5,8    | 03     | 0–     | 0–     | 0–     | 0–     | 0–     | 0–     | 0–     | 0–     |
| FDP                               | FDP Bayern                                                 | 1,4    | 01     | 0–     | 0–     | 3,3    | 02     | 0–     | 0–     | 0–     | 0–     |
| ÖDP/PU                            | Ökologisch-Demokratische Partei/Parteifreie Umweltschützer | 0–     | 0–     | 0–     | 0–     | 0–     | 0–     | 6,2    | 03     | 5,0    | 03     |
| FWG                               | Freie Wählergemeinschaft                                   | 0–     | 0–     | 0–     | 0–     | 0–     | 0–     | 0–     | 0–     | 10,8   | 06     |
| FDP/BP                            | FDP Bayern/Bayernpartei                                    | 0–     | 0–     | 0–     | 0–     | 0–     | 0–     | 0–     | 0–     | 1,9    | 01     |
| gesamt                            | gesamt                                                     | 100,1  | 60     | 100,0  | 60     | 99,9   | 60     | 98,6   | 60     | 100,1  | 60     |
| Wahlbeteiligung                   | Wahlbeteiligung                                            | 59,1 % | 59,1 % | 57,0 % | 57,0 % | 60,6 % | 60,6 % | 62,1 % | 62,1 % | 67,3 % | 67,3 % |

### Landräte
| Amtszeit                              | Name              | Partei | Anmerkung                                                                      |
| ------------------------------------- | ----------------- | ------ | ------------------------------------------------------------------------------ |
| 1. Juli 1972 – 7. Januar 1983         | Ludwig Mayer      | CSU    | Gatte von Bruni Mayer; am 7. Januar 1983 von der Bezirksregierung suspendiert. |
| 1983 – April 1984                     | Oskar Seitz       | CSU    | amtierender Landrat                                                            |
| Mai 1984 – 30. November 1987          | Josef Poisl       | FWG    | Stellvertreter für Ludwig Mayer                                                |
| 30. November 1987 – 29. November 2011 | Bruni Mayer       | UWG    |                                                                                |
| seit 30. November 2011                | Michael Fahmüller | CSU    |                                                                                |

Die Landratswahl am 23. Oktober 2011 gewann Michael Fahmüller (CSU).

### Bundestag / Landtag
Direkt gewählter Abgeordneter des Bundestagswahlkreises Rottal-Inn ist seit 1994 Max Straubinger (CSU). Über die Landesliste in den Bundestag eingezogene Abgeordnete aus dem Wahlkreis sind Stephan Protschka (AfD; seit 2017) und Marlene Schönberger (Grüne; seit 2021). Direkt gewählter Abgeordneter des Stimmkreises Rottal-Inn im Landtag ist seit 2018 Martin Wagle (CSU).

### Wappen
| Wappen des Landkreises Rottal-Inn | Blasonierung: „Durch einen schmalen, nach links gerichteten blauen Wellenschrägbalken geteilt in Silber und Gold; oben ein feuerspeiender roter Pantherrumpf, unten ein nach links gerichtetes steigendes rotes Pferd.“ |
| Wappen des Landkreises Rottal-Inn | Wappenbegründung: Die beiden Tiere symbolisieren die beiden Vorgängerkreise Pfarrkirchen und Eggenfelden. Der Panther kommt auch im Wappen der Stadt Eggenfelden vor und bezieht sich auf die Grafen von Sponheim, deren Abkömmlinge den früheren Landkreis Eggenfelden einst beherrschten. Das Pferd wurde 1961 für das Wappen des Landkreises Pfarrkirchen gewählt, weil das Gebiet für seine Pferdezucht bekannt ist. 1896 wurde dort die erste Pferderennbahn Süddeutschlands eröffnet. Der blaue Wellenschrägbalken bezieht sich auf die Rott, die den Landkreis in zwei beinahe identisch große Teile teilt. |

## Wirtschaft und Infrastruktur
Der Landkreis hat keine großen industriellen Strukturen, die Betriebe des südostbayerischen Chemiedreiecks sind allerdings nicht weit entfernt. Die Wirtschaft ist eher mittelständisch strukturiert.
Traditionell spielt die Landwirtschaft (insbesondere die Pferdezucht) im Landkreis eine sehr wichtige Rolle. Die Zahl der landwirtschaftlichen Betriebe hat sich aber von 1974 bis 2006 von rund 9.700 auf 3.500 drastisch verringert und verringert sich weiter.
Fremdenverkehr spielt vor allem in Bad Birnbach, dem „ländlichen Bad“, eine Rolle, das seit der ersten Thermalwasserbohrung 1973 einen Aufschwung erlebt.

### Verkehr

#### Eisenbahn
Als erste Stadt des Kreises wurde Simbach 1871 mit dem Bahnhof Simbach an die grenzüberschreitende Hauptbahn München–Braunau der Königlich Bayerischen Staatseisenbahnen angeschlossen. Seit 1879 durchquert die Strecke Passau–Neumarkt-Sankt Veit den Kreis, deren wichtigste Stationen Pfarrkirchen, Eggenfelden und Bad Birnbach sind.
Die Marktgemeinde Gangkofen wurde von der 1875 durch die AG der Bayerischen Ostbahnen eröffneten Bahnstrecke Mühldorf–Pilsting berührt.
Die Bayerischen Staatseisenbahnen ergänzten das Netz nach der Jahrhundertwende mit zwei Lokalbahnen: die eine erreichte 1903 von Landau den Markt Arnstorf und die Bahnstrecke Simbach–Pocking führte 1910 von Simbach aus innabwärts in Richtung Tutting – Pocking.
Auf mehr als ein Drittel der 85 km des Netzes wurde der Personenverkehr wie folgt eingestellt:
- 1964: Landau – Ruppertskirchen – Arnstorf (5 km)
- 1969: Tutting – Ering – Simbach (12 km)
- 1969/70: Pilsting – Gangkofen – Neumarkt-St. Veit (12 km)

Der gesamte öffentliche Verkehr im Landkreis ist in der Verkehrsgemeinschaft Rottal-Inn organisiert.

#### Straßen
Der Landkreis Rottal-Inn hat mehrere für die Region wichtige Verkehrsanbindungen:
In Planung befindet sich die A 94, welche München durch Rottal-Inn mit der A 3 bei Pocking verbinden soll. Als Zubringer für die A 94 wird dann die B 20 und die B 388 benutzt werden. Die derzeitige B 12 entspricht in etwa der Verkehrsführung, die die A 94 später einnehmen wird.

#### Flugplätze
Im Landkreis stehen der Flugplatz Eggenfelden (1160 m × 23 m-SL·Bahn), der Flugplatz Pfarrkirchen und der Sonderlandeplatz Kirchdorf am Inn für den Luftverkehr zur Verfügung.

## Gemeinden
(Einwohner am 31. Dezember 2024)
| Städte 1. Eggenfelden (14.271) 2. Pfarrkirchen (12.764) 3. Simbach am Inn (10.261) Märkte 1. Arnstorf (6495) 2. Bad Birnbach (5833) 3. Gangkofen (6161) 4. Massing (4067) 5. Tann (3813) 6. Triftern (5428) 7. Wurmannsquick (3364) Verwaltungsgemeinschaften 1. Bad Birnbach (Markt Bad Birnbach und Gemeinde Bayerbach) 2. Ering (Gemeinden Ering und Stubenberg) 3. Falkenberg (Gemeinden Falkenberg, Malgersdorf und Rimbach) 4. Massing (Gemeinde Geratskirchen und Markt Massing) 5. Tann (Gemeinde Reut und Markt Tann) | Weitere Gemeinden 1. Bayerbach (1674) 2. Dietersburg (2985) 3. Egglham (2262) 4. Ering (1839) 5. Falkenberg (3921) 6. Geratskirchen (858) 7. Hebertsfelden (3633) 8. Johanniskirchen (2324) 9. Julbach (2288) 10. Kirchdorf a.Inn (5341) 11. Malgersdorf (1211) 12. Mitterskirchen (2172) 13. Postmünster (2419) 14. Reut (1634) 15. Rimbach (942) 16. Roßbach (2920) 17. Schönau (1860) 18. Stubenberg (1438) 19. Unterdietfurt (2249) 20. Wittibreut (1940) 21. Zeilarn (2130) Keine gemeindefreien Gebiete |

## Schutzgebiete
Im Landkreis gibt es zwei Naturschutzgebiete, neun Landschaftsschutzgebiete, fünf FFH-Gebiete und mindestens 21 vom Bayerischen Landesamt für Umwelt ausgewiesene Geotope (Stand April 2016).

## Kfz-Kennzeichen
Am 5. August 1974 wurde dem Landkreis das seit dem 1. Juli 1956 für den Landkreis Pfarrkirchen gültige Unterscheidungszeichen PAN zugewiesen. Es wird durchgängig bis heute ausgegeben. Seit dem 10. Juli 2013 sind durch die Kennzeichenliberalisierung auch die Unterscheidungszeichen EG (Eggenfelden), GRI (Bad Griesbach im Rottal) und VIB (Vilsbiburg) erhältlich.